# Maurice Teynac
Maurice Teynac, nato Maurice-Emmanuel-Marie Garros (Parigi, 8 agosto 1915 – Parigi, 28 marzo 1992), è stato un attore francese.

## Biografia
Attore dotato di bel timbro vocale e particolare dizione, lavorò in numerosi programmi radiofonici e nel doppiaggio. Alla radio interpretò il ruolo di Sherlock Holmes, al fianco di Pierre Mondy nel ruolo del dottor Watson, in occasione di uno sceneggiato radiofonico andato in onda nella stagione 1958-1959. Prestò inoltre la sua voce a personaggi di Jules Verne per una serie di incisioni discografiche realizzate alla fine degli anni cinquanta, come Phileas Fogg ne Il giro del mondo in 80 giorni e il professor Otto Lidenbrock in Viaggio al centro della Terra.
Al cinema interpretò prevalentemente ruoli di supporto, lavorando spesso con grandi registi come Abel Gance ne La battaglia di Austerlitz (1960) e Sacha Guitry in Donne-moi tes yeux (1943), in cui diede prova del suo talento di imitatore, Il diavolo zoppo (1948), e Napoleone Bonaparte (1955). Interpretò il ruolo di Fantômas in Fantomas contro Fantomas (1949), e del detective Monsieur Wens, creato dal romanziere belga Stanislas-André Steeman, in Mystère à Shanghai (1950).
Nel campo del doppiaggio prestò la voce, fra gli altri, al personaggio del professor Abraham Van Helsing (interpretato da Laurence Olivier) nel film Dracula (1979) di John Badham.
Morì nel 1992 e venne sepolto nel Cimitero dei Batignolles, a Parigi.

## Filmografia parziale
- Romance de Paris, regia di Jean Boyer (1941)
- Le Pavillon brûle, regia di Jacques de Baroncelli (1941)
- Le Destin fabuleux de Désirée Clary, regia di Sacha Guitry (1942)
- Donne-moi tes yeux, regia di Sacha Guitry (1943)
- Il diavolo zoppo (Le Diable boiteux), regia di Sacha Guitry (1948)
- Fantomas contro Fantomas (Fantômas contre Fantômas), regia di Robert Vernay (1949)
- Per l'amore di mia figlia (Le Mystère Barton), regia di Charles Spaak (1949)
- Mystère à Shanghai, regia di Roger Blanc (1950)
- Notte senza stelle (Night Without Stars), regia di Anthony Pelissier (1951)
- Cinema d'altri tempi, regia di Steno (1953)
- La bella Otero (La Belle Otero), regia di Richard Pottier (1954)
- Napoleone Bonaparte (Napoléon), regia di Sacha Guitry (1955)
- Il dubbio dell'anima (Bedevilled), regia di Mitchell Leisen (1955)
- Il processo dei veleni (L'Affaire des poisons), regia di Henri Decoin (1955)
- I terroristi della metropoli (Les Suspects), regia di Jean Dréville (1957)
- I misteri di Parigi, regia di Fernando Cerchio (1957)
- Paris Holiday, regia di Gerd Oswald (1958)
- Senza famiglia (Sans famille), regia di André Michel (1958)
- Dramma nello specchio (Crack in the Mirror), regia di Richard Fleischer (1960)
- La battaglia di Austerlitz (Austerlitz), regia di Abel Gance (1960)
- Chi ha ucciso Bella Shermann? (La Mort de Belle), regia di Édouard Molinaro (1961)
- Capitan Fracassa (Le Capitain Fracasse), regia di Pierre Gaspard-Huit (1961)
- L'assassino è al telefono (L'Assassin est dans l'annuaire), regia di Léo Joannon (1962)
- Le tentazioni quotidiane (Le diable et les 10 commandements), regia di Julien Duvivier (1962)
- Il processo (Le Procès), regia di Orson Welles (1962)
- Amore alla francese (In the French Style), regia di Robert Parrish (1963)
- Mayerling, regia di Terence Young (1968)
- L'amerikano (État de siège), regia di Costa Gavras (1972)
- Il giorno dello sciacallo (The Day of the Jackal), regia di Fred Zinnemann (1973)
- Mercoledì delle ceneri (Ash Wednesday), regia di Larry Peerce (1973)
- L'affare della Sezione Speciale (Section spéciale), regia di Costa Gavras (1975)
- La gang dell'Anno Santo (L'Année sainte), regia di Jean Girault (1976)
- L'amico di Vincent (L'Ami de Vincent), regia di Pierre Granier-Deferre (1983)